# الصلب (المخادر)

تعديل مصدري - تعديل

الصلب هي إحدى قرى عزلة جبل عقد بمديرية المخادر التابعة لمحافظة إب، بلغ تعداد سكانها 210 نسمة حسب تعداد اليمن لعام 2004.